# 長浦村 (千葉県)
長浦村（ながうらむら）は、千葉県君津郡（望陀郡）にかつて存在した村である。現在の袖ケ浦市の北部に位置している。
現在でも袖ケ浦市長浦行政センター（長浦地区）が存在し、行政の拠点となっている。

## 沿革
- 1889年（明治22年）4月1日 - 町村制施行により、台宿村、久保田村、蔵波村が合併し、望陀郡長浦村が発足。
- 1897年（明治30年）4月1日 - 望陀郡が統合されて君津郡となる。
- 1947年（昭和22年）1月10日 - 房総西線（現在の内房線）に長浦駅が開業。
- 1955年（昭和30年）3月31日 - 昭和町、根形村の一部（岩井、谷中、三黒）と合併して袖ヶ浦町を新設。同日長浦村廃止。

## 交通

### 鉄道
- 国鉄（現在のJR東日本）
  - 房総西線：長浦駅

### 道路
- 房総街道（のちの国道127号の一部、国道16号の旧道）